# Телгенкамп, Деннис
Деннис Телгенкамп (нидерл. Dennis Telgenkamp; родился 9 мая 1987 года, Вирден, Оверэйссел) — нидерландский футболист, игравший на позиции вратаря.

## Карьера
Телгенкамп начал футбольную карьеру в клубе СВ «Омхог» (ныне «Ювента ’12»), в родном Вирдене, после чего отправился в объединённую академию «Твенте» и «Хераклеса». В 2006 году он присоединился к молодёжному составу «Твенте», а два года спустя перешёл в молодёжку «Хераклеса».
Деннис дебютировал на профессиональном уровне 22 ноября 2009 года, выйдя на замену в матче чемпионата Нидерландов с ПСВ. Основной голкипер клуба Мартин Пиккенхаген был удалён с поля; после замены нападающего Эвертона Телгенкамп занял место в воротах. Отыграв оставшуюся часть первого тайма на ноль, во втором тайме Деннис пропустил четыре гола, таким образом ПСВ одержал крупную победу. В следующем матче Телгенкамп помог своей команде одержать победу над «Родой».
В сезоне 2010/11 Телгенкамп продолжал выполнять резервного вратаря, и лишь в марте 2012 года он сыграл в свою третью игру в составе «Хераклеса», вновь заменив удалённого вратаря.
22 марта, в связи с дисквалификацией Ремко Пасвера, Деннис вышел в стартовом составе на матч Кубка Нидерландов с АЗ из Алкмара. Несмотря на два пропущенных гола, «Хераклес» смог выйти в финал кубка, одержав в дополнительное время историческую победу со счётом 2:4. В финале Деннис остался на скамейке запасных, а защищавший ворота Пасвер пропустил от ПСВ три гола.
В апреле 2012 Телгенкамп продлил контракт с клубом до 2016 года, в том же месяце он перешёл на правах аренды в клуб Эрстедивизи — «Камбюр». Став основным голкипером в команде, Деннис в сезоне 2012/13 сыграл в чемпионате 26 матчей и стал с «Камбюром» победителем Первого дивизиона Нидерландов.
После возвращения в «Хераклес» взял себе первый номер в команде. Сезон 2013/14 он провёл на скамейке запасных и лишь один раз выходил на поле в рамках чемпионата. В июне 2014 года основной голкипер клуба Ремко Пасвер перешёл ПСВ, после чего Деннис занял его место.
13 июля 2015 года перешёл в «Эммен», подписав с клубом контракт на два года.

## Достижения
«Хераклес»
- Финалист Кубка Нидерландов: 2011/12

«Камбюр»
- Победитель Первого дивизиона Нидерландов: 2012/13

## Статистика по сезонам
| Клуб             | Сезон            | Лига | Лига | Кубок | Кубок | Прочие | Прочие | Итого | Итого |
| Клуб             | Сезон            | Игры | Голы | Игры  | Голы  | Игры   | Голы   | Игры  | Голы  |
| ---------------- | ---------------- | ---- | ---- | ----- | ----- | ------ | ------ | ----- | ----- |
| Хераклес         | 2009/10          | 2    | –6   | 0     | 0     |        |        | 2     | –6    |
| Хераклес         | 2011/12          | 1    | –1   | 1     | –2    |        |        | 2     | –3    |
| Хераклес         | 2013/14          | 1    | –3   | 0     | 0     |        |        | 1     | –3    |
| Хераклес         | 2014/15          | 22   | –46  | 3     | –6    |        |        | 25    | –52   |
| Хераклес         | Итого            | 26   | –56  | 4     | –8    |        |        | 30    | –64   |
| → Камбюр         | 2012/13          | 26   | –28  | 1     | –1    |        |        | 27    | –29   |
| → Камбюр         | Итого            | 26   | –28  | 1     | –1    |        |        | 27    | –29   |
| Эммен            | 2015/16          | 36   | –57  | 2     | –5    | 2      | –8     | 40    | –70   |
| Эммен            | 2016/17          | 33   | –29  | 1     | –1    | 4      | –6     | 38    | –36   |
| Эммен            | 2017/18          | 37   | –47  | 1     | –3    | 4      | –5     | 42    | –55   |
| Эммен            | 2018/19          | 1    | 0    | 1     | –3    |        |        | 2     | –3    |
| Эммен            | 2019/20          | 26   | –45  | 1     | –3    |        |        | 27    | –48   |
| Эммен            | 2020/21          | 14   | –34  | 2     | –3    |        |        | 16    | –37   |
| Эммен            | Итого            | 147  | –212 | 8     | –18   | 10     | –19    | 165   | –249  |
| Всего за карьеру | Всего за карьеру | 199  | –296 | 13    | –27   | 10     | –19    | 222   | –342  |